# Лузиньяк
Лузинья́к (фр. Louzignac) — коммуна во Франции, находится в регионе Пуату — Шаранта. Департамент коммуны — Шаранта Приморская. Входит в состав кантона Мата. Округ коммуны — Сен-Жан-д’Анжели.
Код INSEE коммуны — 17212.

## Население
Население коммуны на 2010 год составляло 161 человек.
| 1962 | 1968 | 1975 | 1982 | 1990 | 1999 | 2010 |
| ---- | ---- | ---- | ---- | ---- | ---- | ---- |
| 196  | 196  | 171  | 158  | 166  | 149  | 161  |